# 天涯·明月·刀

《天涯·明月·刀》，天地圖書出版社版本，1997年出版

《天涯·明月·刀》為古龍晚期作品，1974年4月至6月《中國時報》連載1-45集，因作風新穎不獲接受而中途腰斬，1974年6月至1975年1月香港《武俠春秋》208-231期連載，1974年南琪開始出版。為「邊城浪子三部曲」之三，也是小李飛刀系列之四。為《邊城浪子》的外傳，以《邊城》第二主角傅紅雪為主角，在多年後的故事。古龍為求變革武俠小說，刻意在此作品裡滲入散文詩的句法，作品並不為讀者評家欣賞。1976年7月，由邵氏翻拍為電影。2016年，騰訊旗下北極光工作室以原作設定改編成多人網路遊戲。

## 故事大綱
裡面敘述傅紅雪在鳳凰集與燕南飛相會，傅紅雪又跟著燕南飛離開了鳳凰集，傅紅雪從燕南飛口中知道名俠公子羽設了一個名人榜，燕南飛排第一，傅紅雪也在榜中。接著在途中傅紅雪又看見一直與燕南飛在一起的明月心，明月心請傅紅雪與燕南飛喝酒，不料卻有人在酒中下毒，燕南飛登時中毒。
後來江湖人杜雷要與傅紅雪決鬥，卻被傅紅雪所殺，緊接著拇指等人又意圖將傅紅雪與燕南飛殺死，以讓自己在名人榜中的排名前進，但又失敗身亡。
接著傅紅雪等人為了孔雀翎而去拜訪孔雀山莊，莊主秋水清出迎，他告訴傅紅雪孔雀翎已失竊，傅紅雪不信，秋水清為了證明，帶他們到了地底的洞去，不料掌管地洞大門的人反叛，將傅紅雪等人鎖在洞中，傅紅雪為了出去，用火藥將洞炸開，驚見孔雀山莊因孔雀翎失竊消息外傳，竟已被仇人來犯毀滅，秋水清甚悲，意圖自殺，死前告訴傅紅雪等人要保護他的情婦卓玉貞。
傅紅雪為了要找尋卓玉貞，又與公孫屠等武藝高超的惡人發生衝突，明月心受了傷，但卻找到了卓玉貞，他們要讓明月心養傷，所以讓卓玉貞與明月心一起待在炸毀的地洞中。
燕南飛與傅紅雪又與公孫屠等人交手，回來後，卻赫然發現地洞中空無一人，明月心與卓玉貞都被擄走了。
傅紅雪還在自責時，公孫屠與楊無忌等人又殺來，一場戰鬥後，公孫屠等又敗走，卓玉貞卻回到地洞了。
燕南飛要去追殺公孫屠，所以出了地洞。
傅紅雪等正要出去，不料地洞坍塌，將洞口嚴嚴實實的堵了起來，而卓玉貞本就有身孕，這時竟要生產了，卓玉貞將嬰兒生出後，要求傅紅雪做他的的義父，傅紅雪被卓玉貞一陣軟語相求後，竟答應了，並漸漸產生了一種想保護卓玉貞的感覺。
後來傅紅雪順利出去後，又要追殺公孫屠，不料他們卻多了幫手伽中還有天王斬鬼刀-苗天王。
燕南飛要傅紅雪帶卓玉貞去避難，自己來對付。
傅紅雪將卓玉貞安置在墓園，又四處奔走，想找出一點訊息，不過幾日傅紅雪便打聽到燕南飛被殺的消息，傅紅雪決心要找出苗天王，沒想到卻發現找到的苗天王是假的，傅紅雪只好又趕回去要見卓玉貞，卻在墓園遇見真正的苗天王，傅紅雪將苗天王殺死後，才發現許多敵人又來了，傅紅雪想保護卓玉貞，不料卓玉貞卻使出劍法，意圖殺死傅紅雪，傅紅雪這才驚然發現卓玉貞竟是惡霸的同夥!
緊接著傅紅雪又了解到是公子羽意圖殺害自己才派出數多江湖好手。
沒過多久，殘酷的事實終於讓傅紅雪崩潰：燕南飛與明月心死了，卓玉貞卻又是敵人!
傅紅雪從此沉浸在酒與殺人之中，在幾天之內殺了極多江湖人，就在傅紅雪要崩潰自殺時，公子羽又派人來彈琴，想讓傅紅雪發狂，而更快自殺，萬萬沒料到，傅紅雪聽到琴聲後，反而堅定起意志，決心不再喝酒，決心要找出公子羽。
公子羽便讓人趁傅紅雪睡著時，將他弄到自己的宅邸之中，兩人便要決鬥了!
決戰前夕的夜晚，傅紅雪在一個亂房中發現一個老人，老人要他一定要擊敗公子羽。
隔天，要決鬥時，傅紅雪才正要看看公子羽到底是什麼樣子，可是公子羽卻帶了面具，這時決鬥證人之一的如意大師跟傅紅雪講了幾句話，讓傅紅雪恍然大悟：公子羽根本就是燕南飛!
傅紅雪在戰鬥中贏了公子羽，摘下了面具一看，果真是燕南飛，一切根本是燕南飛設計好的。
而老人則是真正的公子羽，老人老了，希望找代替者冒充他，於是找上了燕南飛，但燕南飛又被打敗，於是公子羽又找上了傅紅雪，但傅紅雪不願接這職位，毅然決然的走了。
公子羽也終於了解到這樣假扮下並非解決之道，於是假裝發了死去的宣告，到了深山中，隱居去了。

## 主要人物
- 傅紅雪：是魔教公主之養子，手中經常緊握一把漆黑的刀，右足殘廢，身患羊癫。好友為葉開。
- 明月心：真實身份是卓夫人，公子羽的妻子。
- 卓玉貞：秋水清的女人，也是公子羽派到孔雀山庄潜伏的手下之一。

## 次要人物
- 燕南飛：公子羽的替身，佩帶一把薔薇劍。初為傅紅雪朋友，後來敗於傅紅雪刀下後自殺。
- 公子羽：沈浪的傳人，有一統武林的野心，可惜自己外貌衰老，找了燕南飛來作他的替身。真正身分不詳，按天涯明月刀 (電視劇)想像是傅紅雪和葉開的兄長，亦有人認為公子羽是葉開的化名。
- 周婷：十七歲的小女人。在傅紅雪受傷時照料他，在書末二人相聚一起。
- 倪慧：「藏珍閣主」倪寶峰的次女，聰慧機敏，輕功極高，獨門暗器天女花歹毒霸道。
- 秋水清：「孔雀山莊」莊主的幼弟秋水清。
- 公孫屠：「不死神鷹」公孫屠。昔年威震大漠，銳眼如鷹，身法也輕捷如鷹，歷盡風霜的臉上刀疤交錯。公子羽派到孔雀山庄潜伏的手下之一。
- 蕭四無：四無公子。四無的意思，就是飛刀無敵，殺人無數，翻臉無情，不翻臉也無情。他還有個很長很奇怪的名號，叫做「上天入地尋小李，一心一意殺葉開」。

## 目錄
前言

楔子

第一章　人在天涯

第二章　天涯蔷薇

第三章　高楼明月

第四章　黑手的拇指

第五章　孔雀

第六章　决斗之前

第七章　决斗

第八章　孔雀山庄

第九章　一刀赌命

第十章　变化

第十一章　明月何处有

第十二章　生死之间

第十三章　天王斩鬼刀

第十四章　先付后杀

第十五章　天龙古刹

第十六章　丧钟

第十七章　绝望

第十八章　情到浓时情转薄

第十九章　刽子手

第二十章　大师与琴僮

第二十一章　脱出樊笼

第二十二章　公子羽

第二十三章　神秘老人

第二十四章　最后一战

## 改編作品
- 《天涯·明月·刀》，1976年香港電影。
- 《天涯明月刀》，1985年香港亞洲電視劇集，由潘志文、羅樂林主演。
- 《傅紅雪傳奇》，1989年香港亞洲電視劇集，由惠天賜主演。

新版电视剧改编自古龙同名武侠小说，讲述了傅红雪在复仇之路上遭遇种种危机和磨难，经受了善与恶、爱与恨、忠诚与背叛的重重考验，最终揭露并粉碎了燕南飞、公子羽等人的重重阴谋，揭开了自己的身世之迷，唤醒了潜藏心中的爱，让刀光剑影的武林复归平静。
- 《天涯明月刀》2012年中國大陸電視劇集，由鍾漢良主演。